# Antonina Alexandrowna Seredina

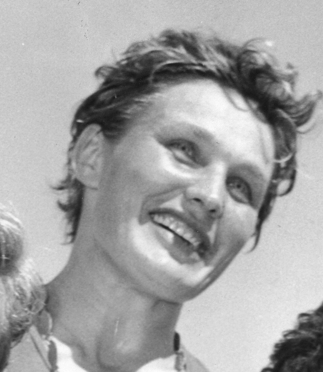
Antonina Seredina bei den Olympischen Spielen, 1960

Antonina Alexandrowna Seredina (russisch Антонина Александровна Середина; * 23. Dezember 1929 in Twer; † 2. September 2016 in Moskau) war eine sowjetische Kanutin und Olympiasiegerin.

## Leben
Seredina begann erst 1954 mit dem Kanusport. Als sie zum Studium nach Moskau wechselte, schloss sie sich Spartak Moskau an. Bei der Weltmeisterschaft 1958 in Prag wurde sie im Einer-Kajak Zweite hinter Jelisaweta Kislowa und gewann zusammen mit Kislowa Silber hinter Marija Schubina und Nina Grusinzewa. Bei der Europameisterschaft 1959 in Duisburg wurde sie im Einer erneut Zweite hinter Kislowa, gewann aber mit Kislowa den Europameistertitel im Zweier-Kajak vor Schubina und Grusinzewa.
Bei den Olympischen Spielen 1960 in Rom gewann sie im Einzel mit 0,14 Sekunden Vorsprung auf die deutsche Therese Zenz. Im Zweier-Kajak siegte sie zusammen mit Marija Schubina vor dem deutschen Boot mit Zenz und Ingrid Hartmann.
1961 siegte Seredina bei der Europameisterschaft im Einer vor Nina Grusinzewa. 1963 bei der Weltmeisterschaft in Jajce gewann sie im Viererkajak den Weltmeistertitel. Bei den Olympischen Spielen 1964 belegte sie im Zweierkajak zusammen mit Nina Grusinzewa den vierten Platz. 1965 bei der Europameisterschaft wurde Seredina im Einzel Zweite hinter Ljudmila Chwedosjuk. Im Zweierkajak gewann sie zusammen mit Marija Schubina vor Chwedosjuk und Nadeschda Lewtschenko. Im Viererkajak saßen diese vier Ruderinnen gemeinsam im Boot und holten zusammen den Titel.
1966 bei der Weltmeisterschaft in Ost-Berlin gewann sie im Zweierkajak zusammen mit Marija Schubina Silber. Im Vierer-Kajak siegten Pinajewa-Chwedosjuk, Lewtschenko, Schubina und Seredina. 1967 belegte Seredina bei der Europameisterschaft im Einzel Platz 3. Im Zweier gewann sie zusammen mit Pinajewa, und der Vierer verteidigte seinen Titel von 1965 in derselben Besetzung. Den Abschluss ihrer Karriere bildeten die Olympischen Sommerspiele 1968 im Zweierkajak gewann sie zusammen mit Pinajewa Bronze. Der Viererkajak wurde bei den Frauen erst 1984 olympisch.
Bei den Olympischen Spielen 1972 und 1976 war Seredina als Trainerin für die sowjetische Frauenmannschaft verantwortlich.